# Grumentum
Grumentum (griego antiguo: Γρούμεντον) fue una antigua ciudad romana en el centro de Lucania. En la actualidad, se mantienen las excavaciones del parque arqueológico, situado al pie de la colina que alberga la en lo que hoy es la comuna de Grumento Nova (provincia de Potenza), a unos 50 kilómetros al sur de Potenza por la carretera que lleva a través de Anzi. Se encuentra en las inmediaciones del lago di Pietra del Pertusillo.
Los principales edificios públicos de la ciudad han sido excavados y se encuentran en excelente estado.

## Historia

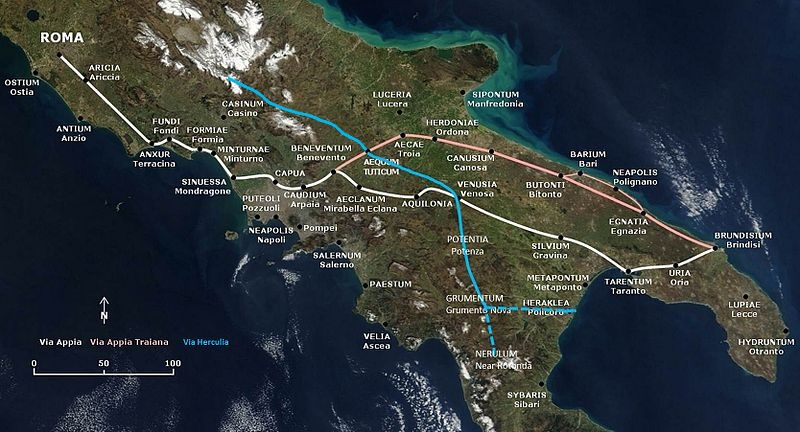
La vía Herculea (en azul), pasaba por Grumentum.

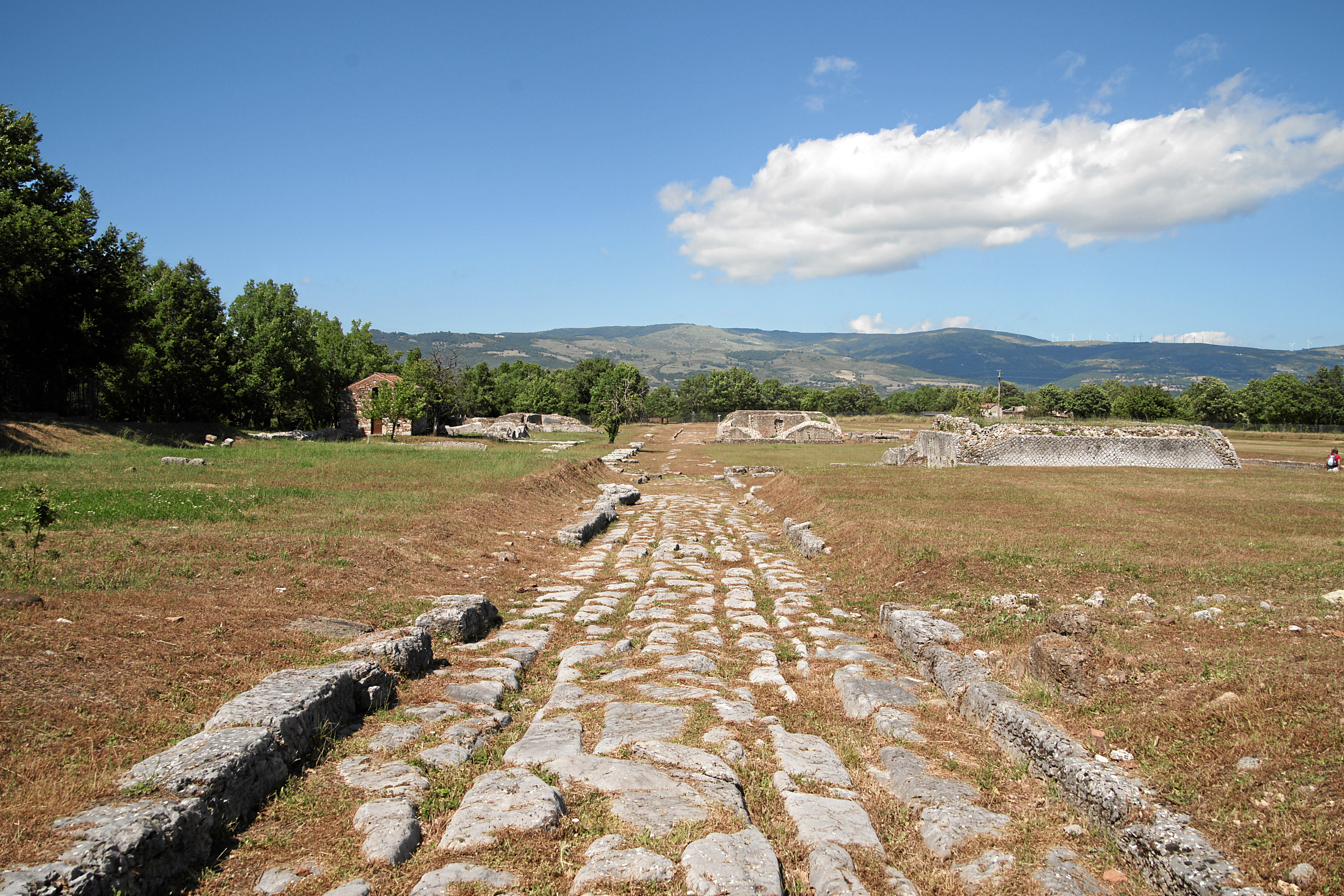
Decumano de Grumentum.

Los primeros asentamientos lucanos habitados en la zona se remontan al siglo VI a. C., aunque la fundación de la ciudad propiamente dicha se remonta al siglo III a. C. por los romanos, en el marco de la creación de una serie de puestos fortificados en una posición estratégica durante las guerras samnitas. De hecho, la ciudad se construyó casi al mismo tiempo que Venusia (291 a. C.) y Paestum (273 a. C.).
La vía Herculea pasaba por Grumentum, entre Venusia y Heraclea, y otro camino conducía a la vía Popilia por el lado tirreno, lo que convertía a la ciudad en un nudo de comunicaciones de importancia estratégica.
Durante la segunda guerra púnica, tuvieron lugar aquí dos batallas entre romanos y cartagineses (215 y 207 a. C.). El historiador Livio relata el primer enfrentamiento entre Hannón (hijo de Bomílcar) y el ejército romano dirigido por Tiberio Sempronio Longo, con la derrota del cartaginés y cómo, en el segundo, Aníbal, que había acampado cerca de las murallas de la ciudad, fue más tarde derrotado en la batalla de Grumento y obligado a huir por el ejército proveniente de Venusia y dirigido por Cayo Claudio Nerón.
Durante la Guerra Social, la ciudad se puso del lado de los romanos y fue destruida y saqueada por los itálicos, atravesando un periodo de crisis y declive demográfico. A partir de la segunda mitad del siglo I a. C., la ciudad fue reconstruida y se erigieron una serie de monumentos públicos en las épocas cesariana y augustea. La concesión del estatuto de colonia se remonta probablemente a este periodo o al posterior Julio-Claudia.
En el año 312, el joven mártir cristiano Laverio fue decapitado fuera de las murallas de Grumentum, en la confluencia de los ríos Agri y Sciaura. Era el 17 de noviembre bajo el prefecto Agripa. Gracias a san Laverio Mártir, Grumentum se convirtió en sede episcopal en 370, pero poco después comenzó un progresivo abandono de la ciudad y del fondo del valle, debido a las continuas incursiones sarracenas (siglos IX y X). 
Los habitantes de Grumentum se extendieron por todo el Valle del Agri, fundando nuevos centros fortificados en las alturas circundantes, que se convirtieron en las actuales ciudades de la zona: entre ellas Saponara o Saponaria, más tarde rebautizada como Grumento Nova en honor de Grumentum, fundada en 954 en la colina situada sobre la antigua ciudad.

## Área arqueológica
El yacimiento es una cresta en la orilla derecha del Aciris (Agri) a unos 600 metros sobre el nivel del mar y a unos 800 metros por debajo del moderno Grumento Nova.

### Período romano

#### Planificación urbana
El trazado urbano de la ciudad, que se remonta a la fundación del siglo III a. C., tiene forma alargada, dependiendo de las condiciones orográficas del cerro, y se divide en tres calles principales paralelas, cortadas en ángulo recto por calles secundarias. La ciudad estaba rodeada por murallas con seis puertas, en un perímetro de aproximadamente 3 kilómetros, ocupando una superficie de aproximadamente 25 hectáreas, de las cuales sólo una décima parte ha salido a la luz.

#### Arquitectura pública
- Teatro

Teatro de época augusta, cerca del que se encuentran los restos de dos pequeños templos de época imperial y los de una rica domus, llamada 'Casa de los mosaicos' por la presencia de pavimentos de mosaico del IV en algunas salas.
- Foro

Foro cerrado por pórticos y con restos de dos templos en los lados sur y norte, hipotéticamente identificados con el Capitolium (templo principal de la ciudad) y con un Cesareum (templo dedicado al culto imperial). En el lado oeste se encuentran los restos de una basílica y quizás de una curia (lugar de reunión del consejo ciudadano).
- Termas republicanas

Cerca del foro, a lo largo del decumano oriental, se encuentran también los restos de un edificio termal de época republicana. Una inscripción menciona a dos praetores duoviri, Quinto Petcio y Cayo Mecio, quienes hicieron construir las termas con fondos públicos. La estructura termal está en opus reticulatum. El caldarium se divide en dos salas separadas por asientos de mampostería, ambas pavimentadas con mosaico blanco y policromado. El policromado consta de un gran marco decorado con grecas que encierra otro marco formado por una trenza de dos hilos sobre fondo oscuro. Descansan sobre un suelo con suspensurae. También se encontraron restos del horno para calentar el suelo. El frigidarium circular, con asientos a los lados, fue reutilizado en la época moderna y contemporánea para la construcción de muelas para prensar la uva y fermentar el mosto. El suministro de agua estaba garantizado no sólo por el acueducto de época augustea, sino también por una cisterna, que también fue reutilizada. Las mismas salas fueron utilizadas para los servicios a los visitantes del Parque.
- Termas imperiales

Construidas en época de Augusto. El mosaico en blanco y negro está decorado con criaturas marinas, tritones y Escila y el vecino con motivos geométricos. Se han datado en los siglos III-IV a. C.
- Acueducto

El acueducto nacía unos 5 kilómetros más al sur y entraba en la ciudad por el lado meridional de la meseta. Se transportaba sobre arcos y desembocaba en un castellum aquae del que quedan algunas ruinas.
- Anfiteatro

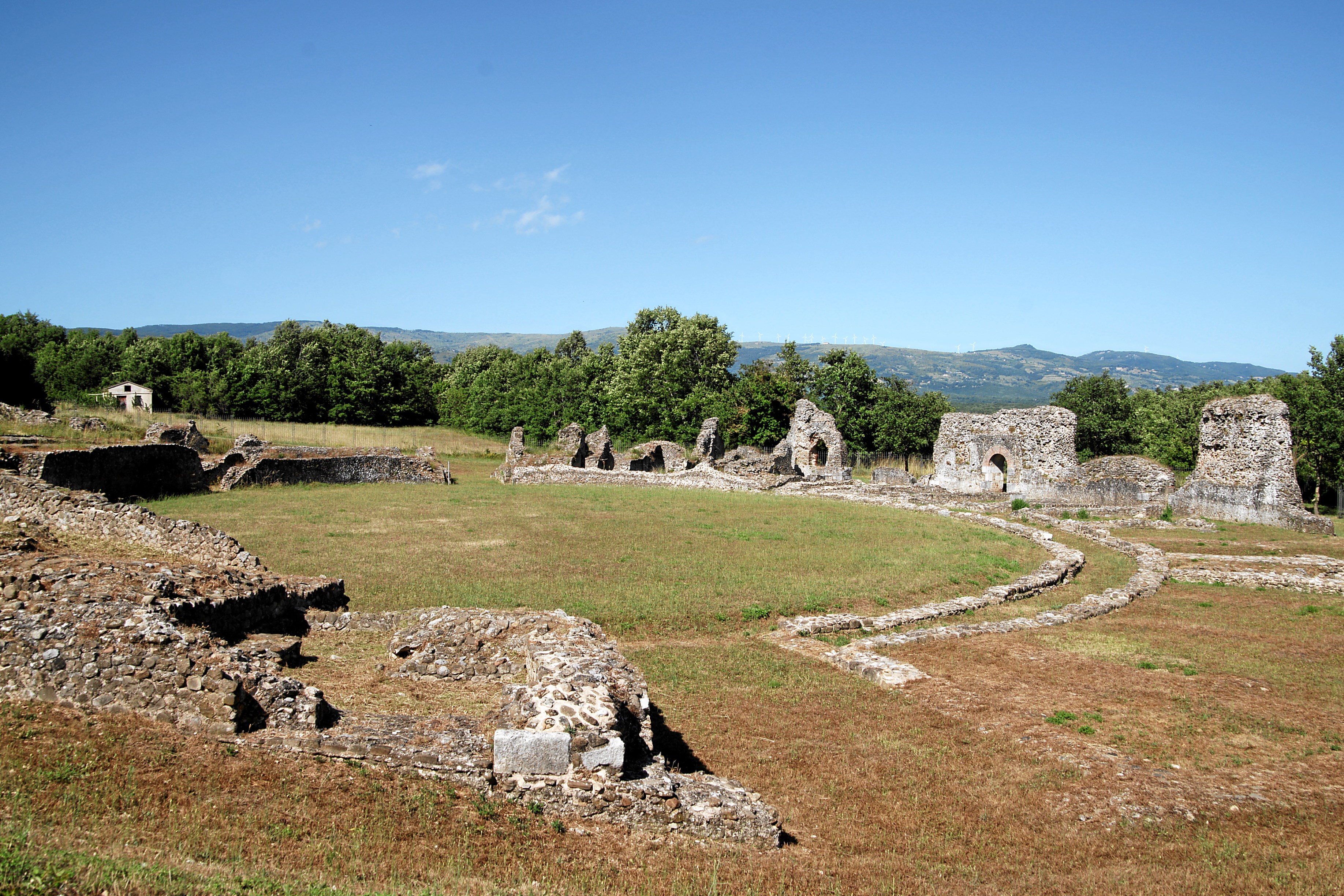
Anfiteatro. Eje mayor y accesos principales.

El anfiteatro ya era mencionado por los eruditos locales en el siglo XVIII. Había permanecido visible y reconocible dentro del tejido urbano de la desaparecida ciudad romana. La investigación propiamente dicha del monumento comenzó en 1981, después de que el terremoto de 1980 agravara el peligro de derrumbe. 
El anfiteatro está datado en el siglo I a. C. Se erigió en una posición periférica, a lo largo del borde noreste del perímetro urbano, cerca de una vía de acceso por la que podían circular los espectadores procedentes del valle sin pasar por el interior de la ciudad. Los ejes del anfiteatro están alineados con los ejes de la carretera. La diferencia de altura entre la terraza central y la terraza oriental de la colina sobre la que se alzaba Grumentum se aprovechó para sostener la parte occidental del edificio. La parte oriental descansa sobre una subestructura totalmente artificial. 
La técnica constructiva de la fase inicial, es decir, la republicana, es el opus incertum. Las partes regulares en opus reticulatum se considerarán más adelante. El anfiteatro tiene sólo dos gradas, sostenidas por terraplenes y un corredor abovedado en la parte occidental y por subestructuras artificiales en la parte oriental. 
La arena se creó cortando y aplanando la colina y no tiene espacios subterráneos. El corredor que la rodeaba sólo se interrumpía en las entradas principales, donde estaba un enrejado con puertas, ya que se pretendía introducir animales por las seis aberturas cerradas con rejas, cuyos umbrales se conservan en parte.
- Necrópolis

Se han encontrado tumbas monumentales fuera de las murallas, así como una basílica paleocristiana.

### Período tardoantiguo y medieval
Las fuentes literarias y epigráficas tardoantiguas y altomedievales disponibles para Grumentum parecen indicar una continuidad de la vida en el centro hasta el siglo V. La Tabula Peutingeriana informa de una conexión directa con Tarento; en las proximidades se atestigua la víia Herculia, documentada por un conjunto de miliarios que atestiguan repetidas obras de mantenimiento al menos hasta la época de Arcadio. La sede episcopal es mencionada en los siglos V y VI por los pontífices Gelasio I, Pelagio I y Gregorio Magno. La necrópolis investigada frente a la iglesia extramuros de San Marcos ha sido datada en el siglo VII.
La mención del territorio de Grumentum por el Anónimo de Rávena a finales del siglo VII y por Guidone a principios del siglo XII. En el mismo siglo, se escribió también la hagiografía de un mártir de Grumentum, san Laverio. A partir del siglo XI se consolidaron y desarrollaron los asentamientos de las tierras altas: Saponara, Marsico Nuovo, Marsico Vetere, Moliterno, etc. Esta nueva disposición poleográfica del antiguo territorio grumentino sigue vigente, modificada recientemente por la aparición de un rápido sistema viario en el fondo del valle, que propició el desarrollo inmediato de pequeños núcleos en las llanuras (Villa d'Agri, Sarconi, etc.). A partir de los siglos XVI-XVII, la zona arqueológica fue ocupada de nuevo para actividades vitivinícolas con la construcción de casas rurales.

#### Iglesia de Santa Maria Assunta (Santa María de la Asunción)

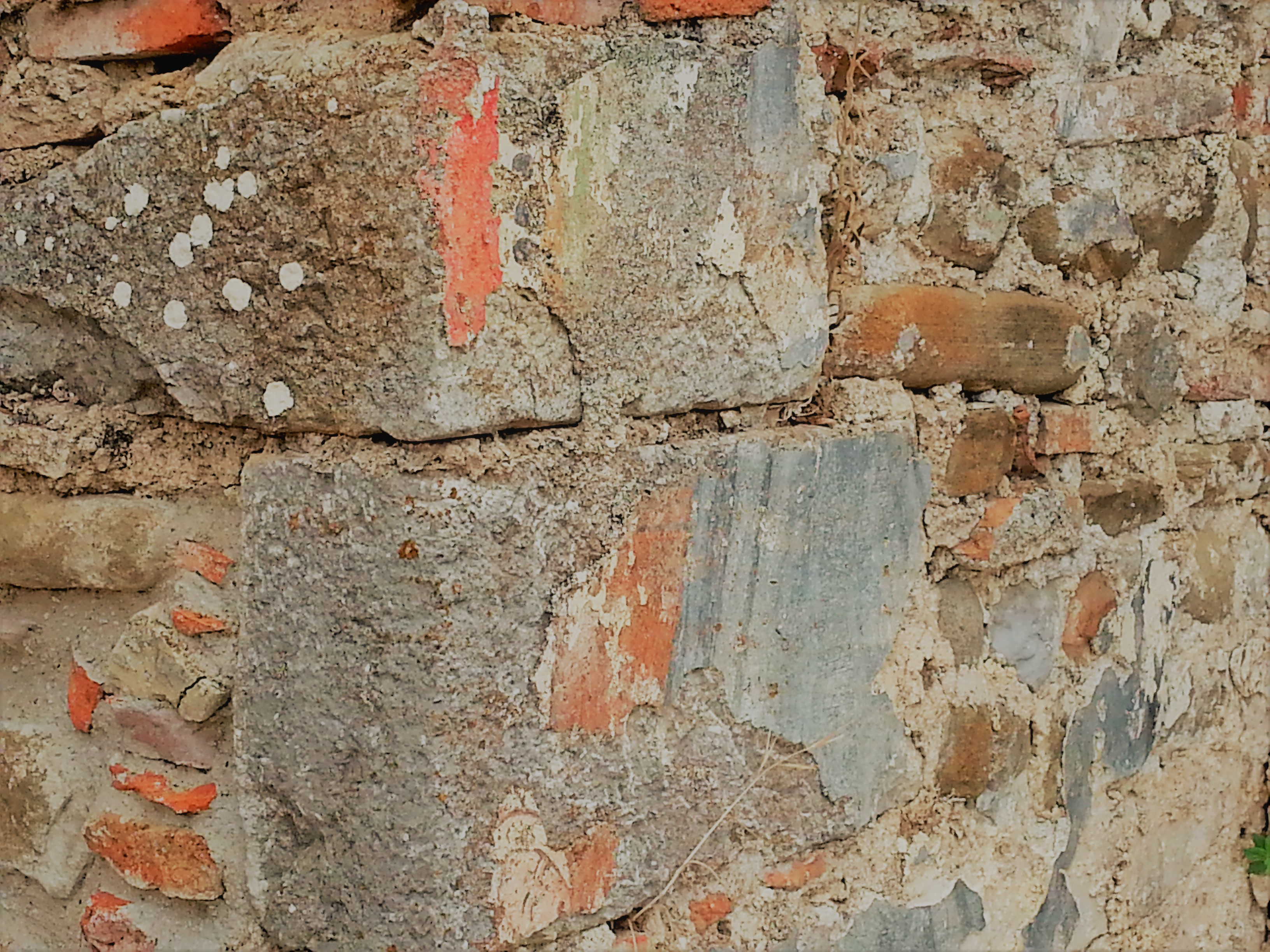
Grumentum. Iglesia de Santa María de la Asunción. Restos de frescos en la nave central.

La iglesia de Santa Maria Assunta estaba situada en la parte norte del asentamiento romano, cerca del anfiteatro y orientada con respecto a su sistema viario. En la parte oriental se encontraron en 1978 algunos enterramientos medievales, lamentablemente sin ajuar. Aún no se sabe con certeza la fecha de su fundación ni las fases constructivas posteriores de este edificio. Un pequeño fragmento de fresco mural, conservado en la nave y que representa el rostro de un santo a los pies de una Virgen de dimensiones considerablemente mayores, permite formular la hipótesis de su utilización como lugar de culto en la época altomedieval

## Museo arqueológico
Muchos de los hallazgos se pueden ver en el Museo Arqueológico Nacional de Alto Valle del Agri (``Museo nazionale dell'Alta Val d'Agri|Museo Archeologico Nazionale dell’Alta Val d’Agri]]) a 300 metros del yacimiento.